# Podocnemis unifilis
El terecay o taricaya (Podocnemis unifilis) es una especie de tortuga de la familia Podocnemididae que vive en los grandes ríos y en los grandes lagos de la Amazonia.
También fue descrita con el nombre Podocnemis cayennensis, pero la comunidad científica se ha puesto de acuerdo en que se deje de utilizar este nombre ya que es muy poco citado en revistas científicas y además fue utilizado para describir a otra especie (Podocnemis erythrocephala). Es popularmente conocida como peta de río en Bolivia y como tortuga charapa en Ecuador y Perú. 
Es comúnmente confundida tanto con la podocnemis expansa como con la podocnemis sextuberculata, debido a sus similares características. La principal diferencia radica en el patrón de sus manchas faciales y en el tamaño que alcanzan al madurar.

## Descripción

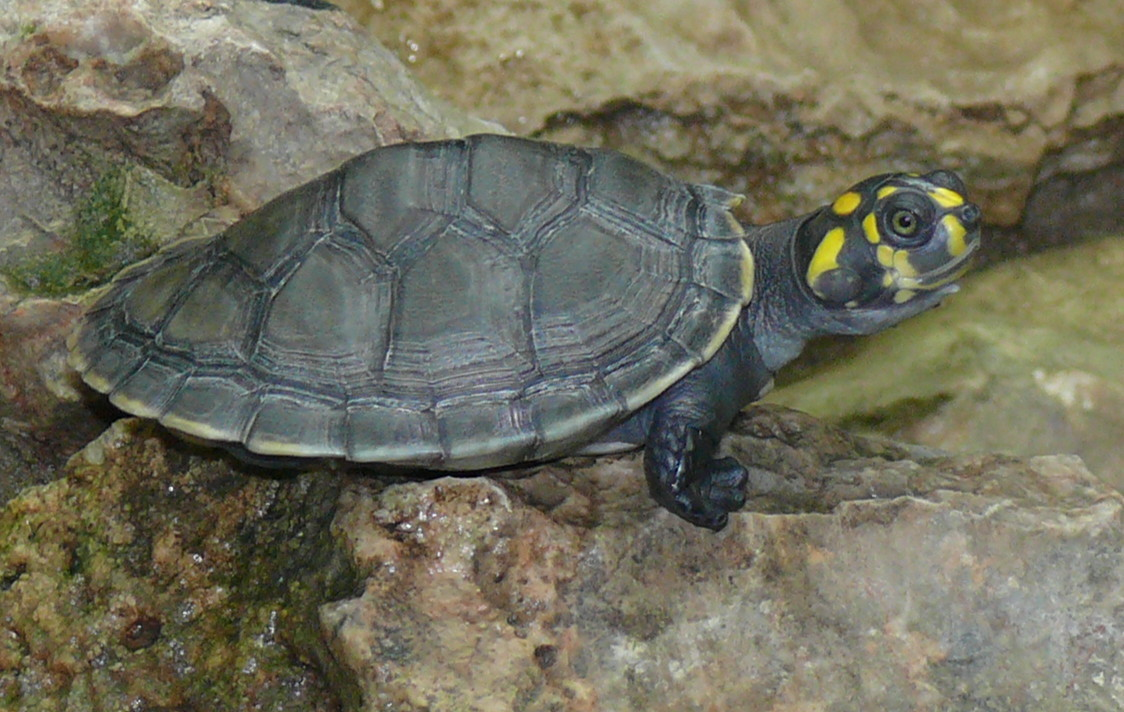
Juvenil.

Esta tortuga tiene un caparazón ovalado que cambia de tono (de gris a negro ) a medida de crecen, con la piel gris y las escamas negras. La cabeza tiene una forma afilada hacia la nariz y un surco prominente entre los dos ojos. Toda la cabeza está cubierta de grandes escamas que le dan un aspecto de casco, y tiene los ojos muy juntos. El pico es fuerte, y las patas robustas, con fuertes uñas y cubiertas de escamas grandes. Posee membranas interdigitales que le sirven para nadar en el agua. Las manchas amarillas que posee diseminadas por toda la cabeza son un rasgo distintivo, y son de un tono muy vivo cuando son jóvenes, el cual se apaga con la edad. El plastrón es grisáceo con manchas más oscuras. 

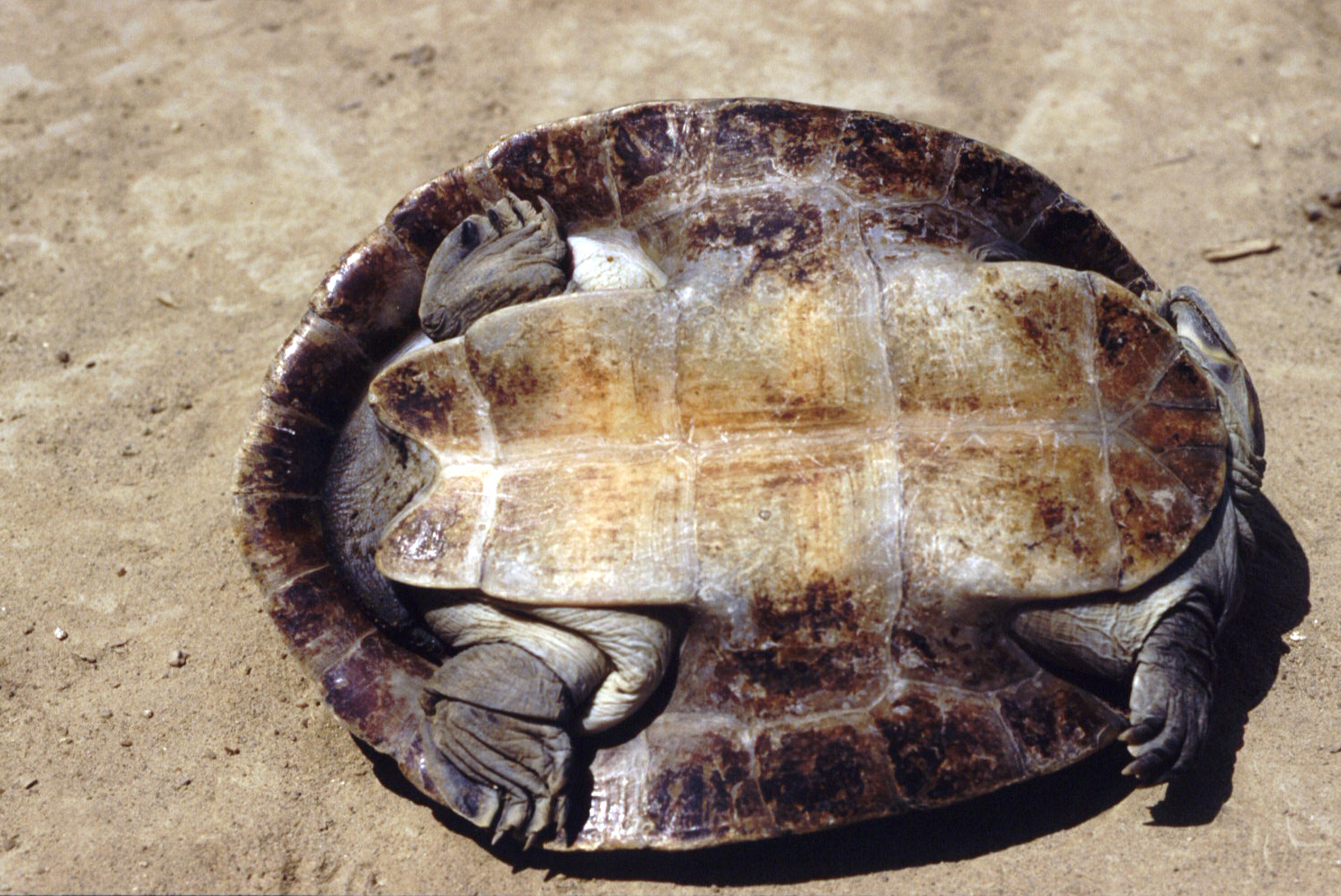
Plastrón.

Podocnemis unifilis es una de las llamadas «tortugas de cuello ladeado», ya que no esconde la cabeza en el caparazón con un movimiento derecho hasta el final de la retracción, sino que dobla el cuello después de introducirla (suborden Pleurodira).

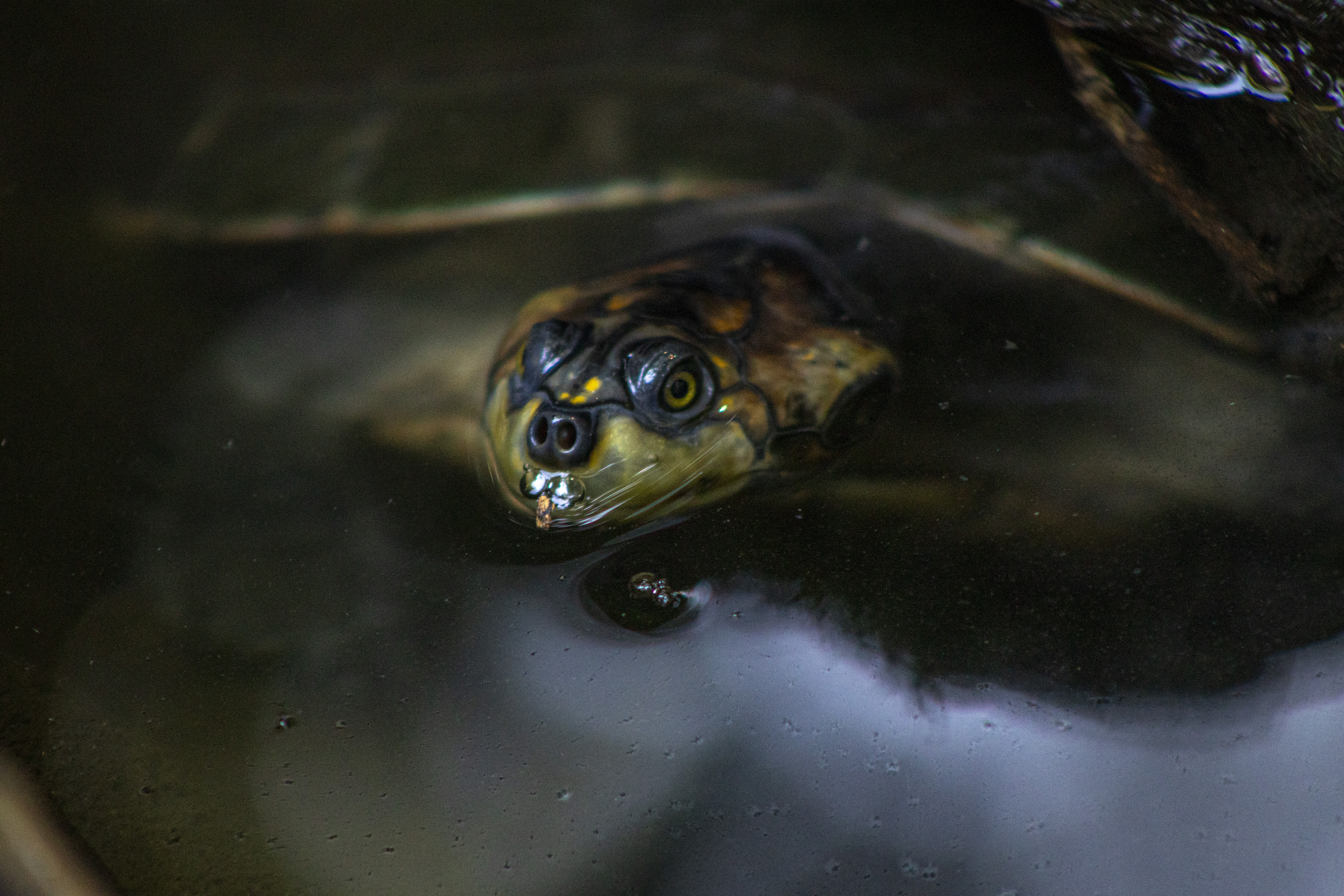
Peta de río (Podocnemis unifilis) emergiendo del agua en la Amazonía boliviana.

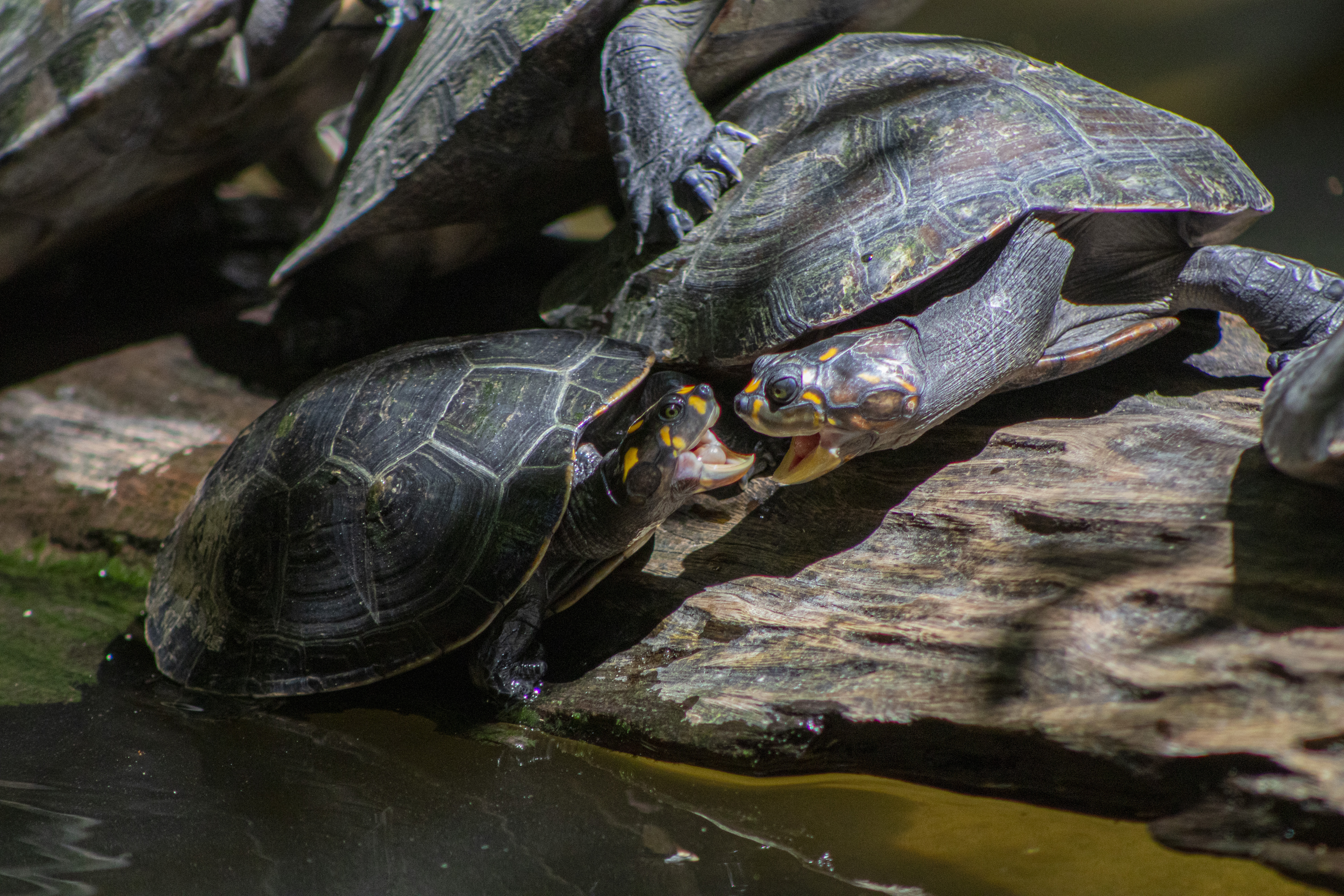
Dos tortugas (Podocnemis unifilis) luchando por espacio en un tronco en la Amazonía boliviana.

Como en la mayoría de tortugas acuáticas, el dimorfismo sexual no se basa en la forma del plastrón, sino en la forma y tamaño de la cola; los machos tienen la cola más larga y gruesa, y la posición de la cloaca está mucho más alejada de la base de la misma que en la hembra, que tiene una cola pequeña, más fina y corta, y con la cloaca muy pegada al cuerpo. Además, las hembras pueden crecer hasta dos veces más que el macho: los machos alcanzan un promedio de 40 cm; y las hembras, de unos 80 cm. Es la segunda tortuga más grande del género Podocnemis, la más grande es Podocnemis expansa.

## Comportamiento

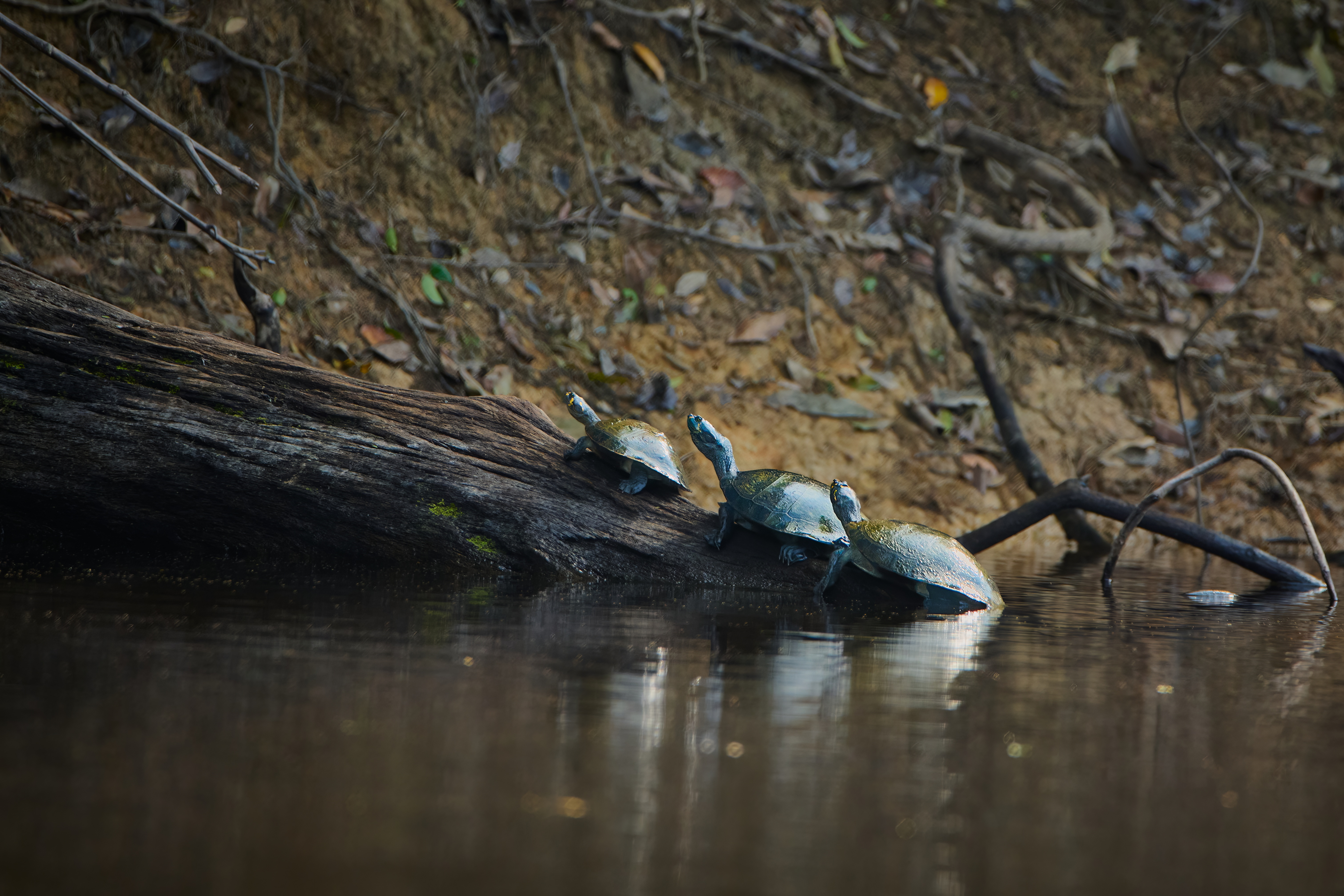
Petas de río (Podocnemis unifilis) tomando el sol en la Amazonía boliviana.

### Alimentación
Se alimenta de plantas, peces y pequeños invertebrados. Los adultos son principalmente herbívoros. Es muy hábil cazando pequeños animales. Cuando es joven prefiere alimentos de origen animal, y come sobre todo camarones y otros crustáceos.[cita requerida]

### Reproducción
Las hembras desovan dos veces al año, y en cada desove ponen de veinte a treinta y cinco huevos. El desove ocurre en la estación seca para evitar que los huevos sean arrastrados por las inundaciones. El nido lo realiza excavando en áreas arenosas, cerca de los bancos de los ríos, y consta de dos cámaras: una más profunda para los huevos y otra más somera para que las crías ya nacidas puedan permanecer hasta que llegue la noche en la que habrán de salir evitando, así, la luz del sol.[cita requerida]